# Voigt Mihály
Voigt Mihály (Pozsony, 1720. szeptember 5. – 1773 után) jezsuita áldozópap és hitszónok.

## Életútja
1737. október 15-én lépett a rendbe; tanulmányainak végeztével tanári rangot nyert; tanított a gimnáziumban és 14 évig hitszónok volt; szent beszédeket tartott Pozsonyban, Linzben, Grazban és Bécsben. Több rendház főnöke volt; 1771. október 6-ától Sopronban rektor. A rend feloszlatása (1773) után meghalt.

## Munkái
1. Ehren-Rede so an dem glorreichen Festtag der heiligen Jungfrauen, und Blut-Zeugin Ursula, den 21. Monats-Tag Octobris 1755. da die feyerliche Einkleidung der hochgebohrnen Fräulein Maria Anna Gräfin Erdődy von Monyorókerék nunmehro Schwester Maria Ursula...
2. Lob- und Ehren-Rede, so an dem hochen Fest-Tag der glorreichen Himmelfahrt Mariä den 15. Augusti 1756. da die Wohlehrw. Frau Maria Eligia Kneidlin, unter Seiner Bischöflichen Gnaden Herrn Carl Grafen Eszterházy von Galantha &c. verrichteten geistlichen Function, die heilige Ordens-Gelübde feyerlich abgeleget. Uo.
3. Dreufaches Zeugnusz von der Transsubstantiation, das ist: von der wesentlichen Verwandlung in dem allerheiligsten Altars-Sacrament; als die jährlich-gewohnliche Gottes-Leichnams-Procession den 26. des Maymonats 1761. geführet wurde; in einer Streitt-Rede vorgetragen. Uo.
4. Geistliches Jubel-Fest, in welchem die hochw. gnädige Frau Maria Innocentia von der göttlichen Weisheit, gebohrne Szegedy von Mező-Szeged... die nach 50. Jahr gewöhnliche Gelübdes-Erneuerung... 1762... abgeleget, mit einer Ehren-Rede gezieret. Uo.